# 弗拉基米尔·亚历山德罗维奇·费奥多罗夫
弗拉基米尔·亚历山德罗维奇·费奥多罗夫（羅馬化：Vladimir Aleksandrovich Fyodorov；1946年9月10日—）是一位俄罗斯政治家，2003年至2016年担任卡累利阿共和国的联邦委员会议员。
弗拉基米尔·费奥多罗夫于1946年9月10日出生于卡累利阿-芬兰苏维埃社会主义共和国彼得罗扎沃茨克。他毕业于圣彼得堡国立建筑与土木工程大学。1998年至2001年，他担任交通安全总局局长。2003年1月4日，他成为卡累利阿共和国联邦委员会议员。他一直担任该职务直至2016年10月。